# Herrhamra

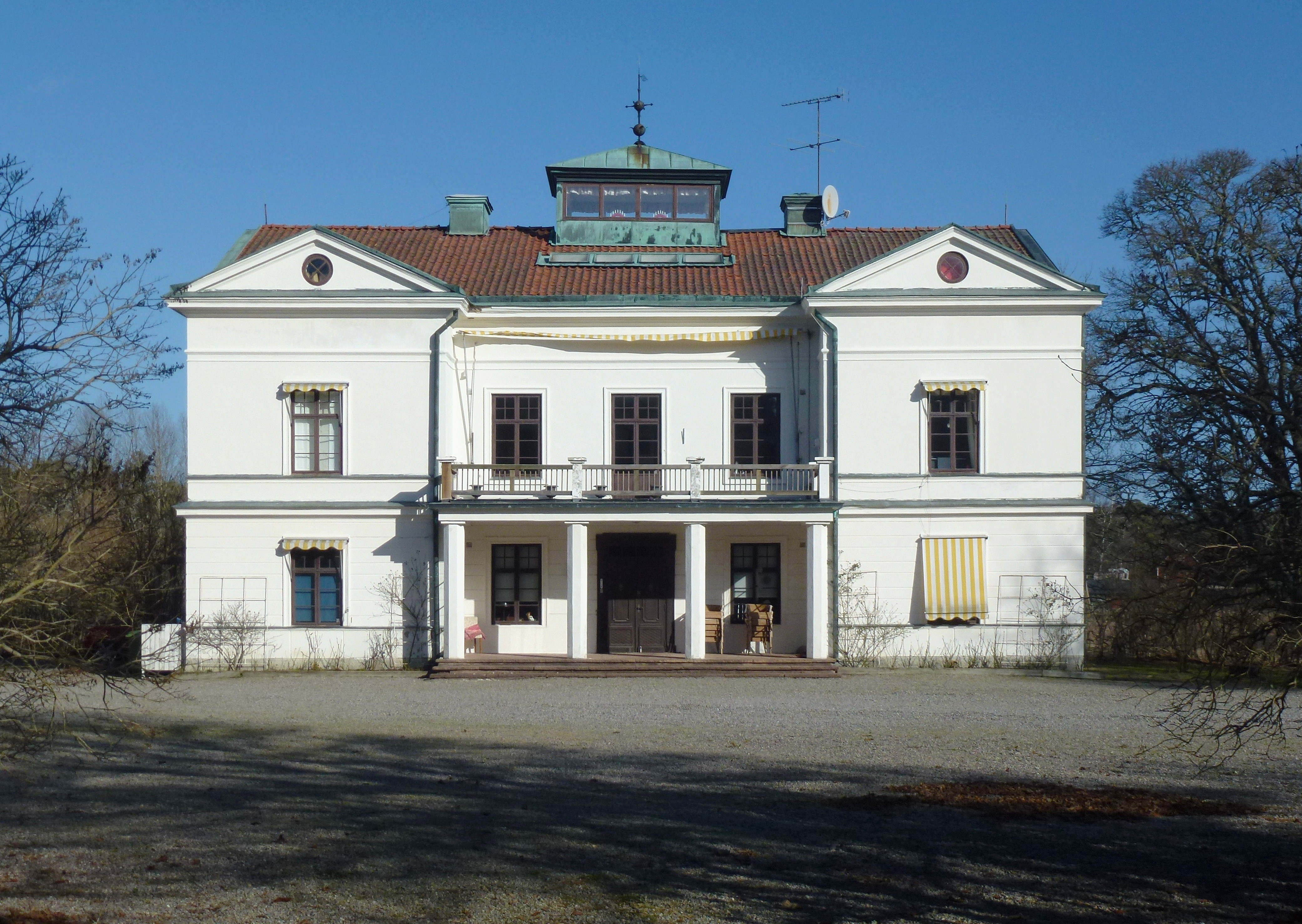
Herrhamra gård huvudbyggnad, 2015.

Herrhamra är en herrgård och ett tidigare säteri på södra Torö i Torö socken, längst ner på Södertörn i Nynäshamns kommun. Nuvarande huvudbyggnad uppfördes 1850 efter ritningar av Ludvig Hedin.

## Natur och kulturella sevärdheter

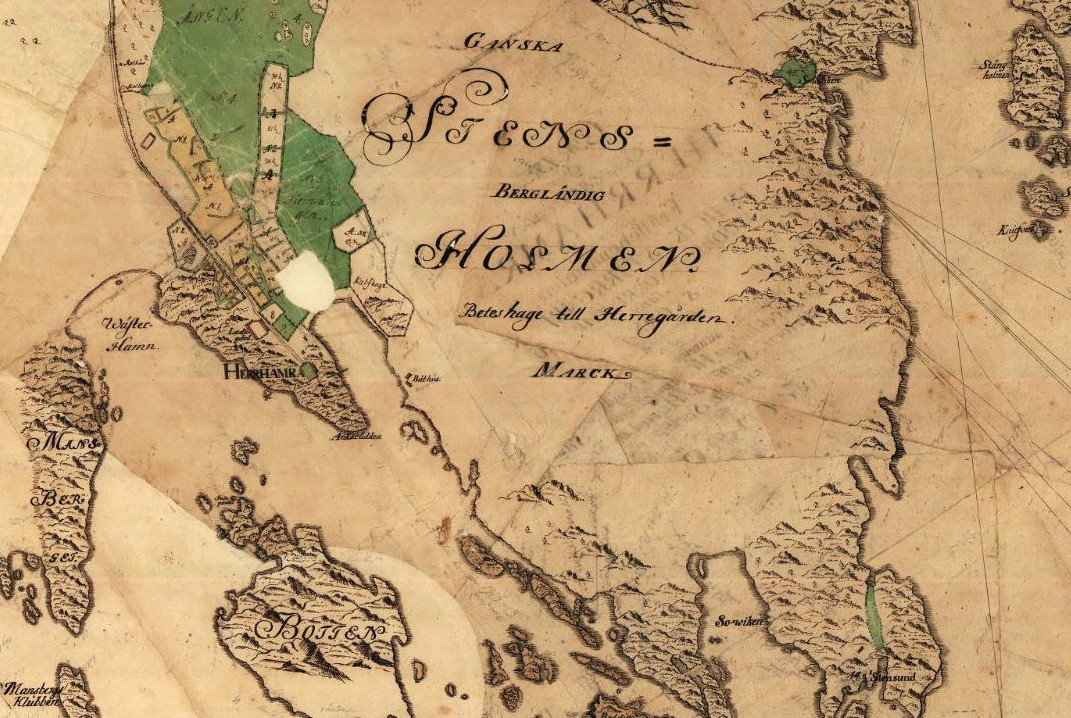
Herrhamra gård 1745.

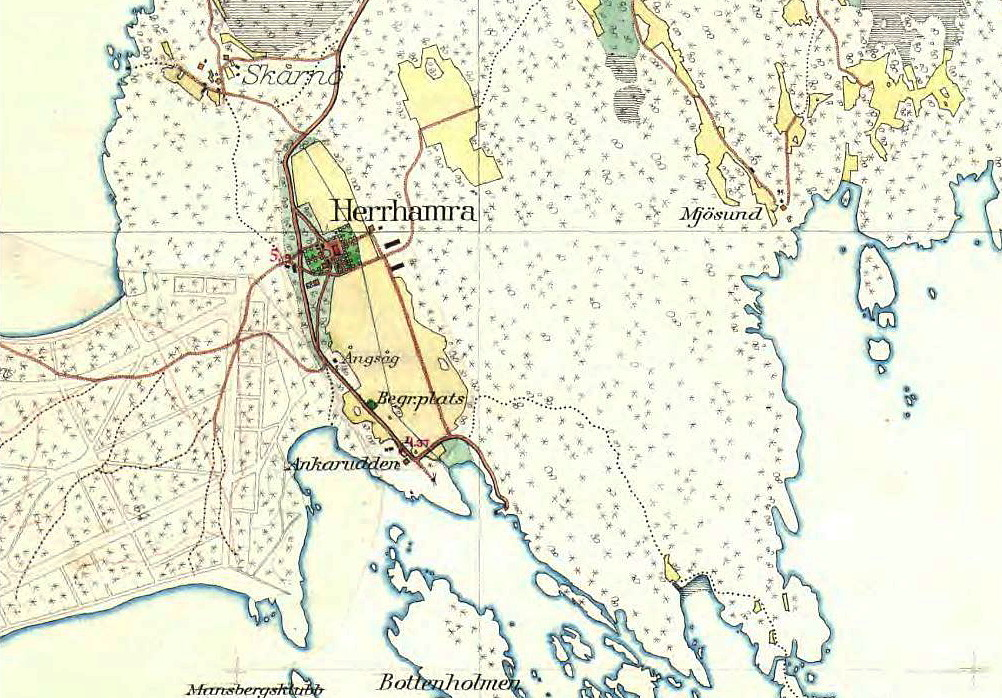
Herrhamra gård 1901.

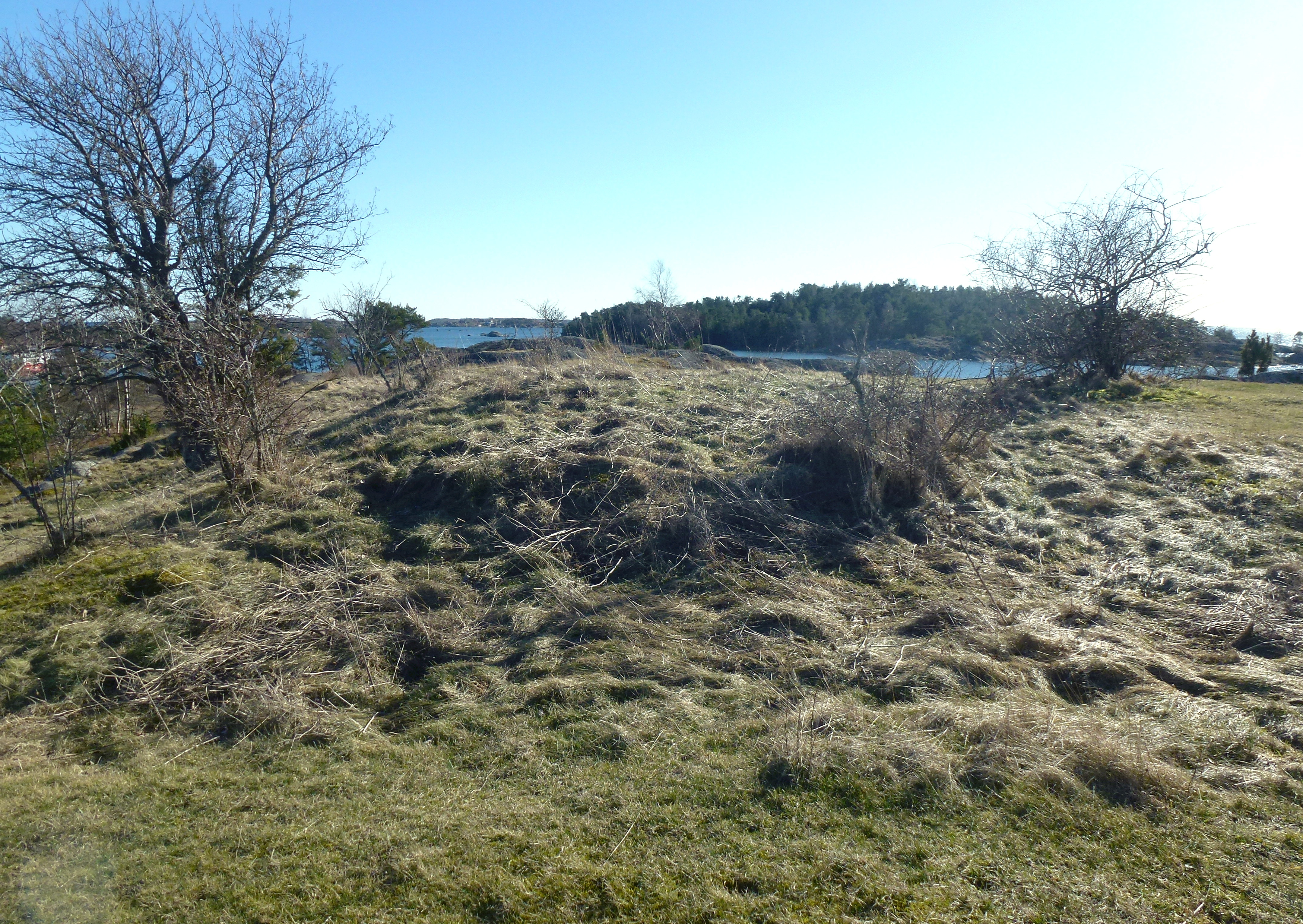
Terrassering och husgrund vid Herrhamra kvarn på Ankarudden (troligen från ursprungliga Herrhamra huvudbyggnad).

Gården med sina trädgårdar ligger i ett ganska flackt landskap som sluttar ner mot stränderna vid Ankarudden och där på Herrhamras gamla bytomt står Herrhamra kvarn. Strax före gårdens infart passerar landsvägen genom en för trakten unik bokskogsallé. I närheten finns även Herrhamra lotskyrkogård, som varit i bruk alltsedan 1600-talet, främst för lotsarna på Öja och andra sjömän som seglade i dessa farvatten. I en skogsbacke cirka 150 meter söder om kyrkogården finns resterna efter ett gårdskapell, som antas vara uppfört i 1600-talets slut av Erik Karlsson Sparre på Herrhamra.

## Medeltiden
Herrhamra, "Hærihammær", omtalas första gången på 1200-talet då det upptas som ett landmärke i danske kung Valdemar Sejrs segelbeskrivning. En hamn fanns då troligen här sedan länge. 1511 berättar Lars Fågel, fogde på Hörningsholm för Svante Nilsson (Sture), att bönderna som höll strandvakt lämnat besked om att sju skepp inkommit i hamnen vid Herrhamra och efter ett dygn seglat vidare mot Stockholm. År 1556 begärde Anders Botesson tillstånd av kungen att få uppta en gård vid Herrhamra hamn, under 1500-talet räknas den som ett torp.

## Stormaktstiden
På 1600-talet blev Herrhamra ett säteri som bland annat tillhörde ätterna Oxenstierna och Sparre. Säteriet står tidigast omnämnt på 1660-talet då dess innehavare var Margareta Brahe, änka efter Bengt Bengtsson Oxenstierna.

## Senare tid
Den ursprungliga herrgården, belägen längre söderut på Ankarudden, nedbrändes i samband med  Rysshärjningarna 1719 och gårdsläget flyttades därefter till en mer skyddad plats lite längre in mot norr på Torö. Efter den ursprungliga huvudbyggnaden återstår en övervuxen husgrund på 18x10 meter. I marken kan man fortfarande hitta tegelbitar.
Nuvarande huvudbyggnad i empirestil uppfördes 1850 för löjtnant J.O. Hallström. Arkitekten var Ludvig Hedin, stadsarkitekt i Stockholm mellan 1863 och 1898 och far till den kände upptäcktsresanden Sven Hedin. Vidare finns på gården en äldre knuttimrad före detta rättarbostad i sexdelad plan, samt fem trävillor som varit arbetarbostäder och ett orangeri. Därtill finns ett ladugårdskomplex från 1919, som består av tre längor byggda kring en inre, öppen gårdsyta. Herrgårdsbyggnaden renoverades 1916. Ägaren samma år var en skeppsredare Brodin från Gävle och det var på hans initiativ de nya byggnaderna uppfördes. Med undantag för den senare påbyggda lanterninen har huvudbyggnaden i det närmaste bevarat sitt ursprungliga skick.
Längre söderut, vid Ankarudden står Herrhamra kvarn, gårdens väderkvarn från 1860-talet. Det rör sig om en åttkantig, timrad holländare som numera saknar sina vingar. Nordväst om kvarnbyggnaden ligger kvarnstugan som tidigare var bostad för mjölnaren. Kvarnen är den enda bevarade väderkvarnen i Nynäshamns kommun.

## Nutida bilder

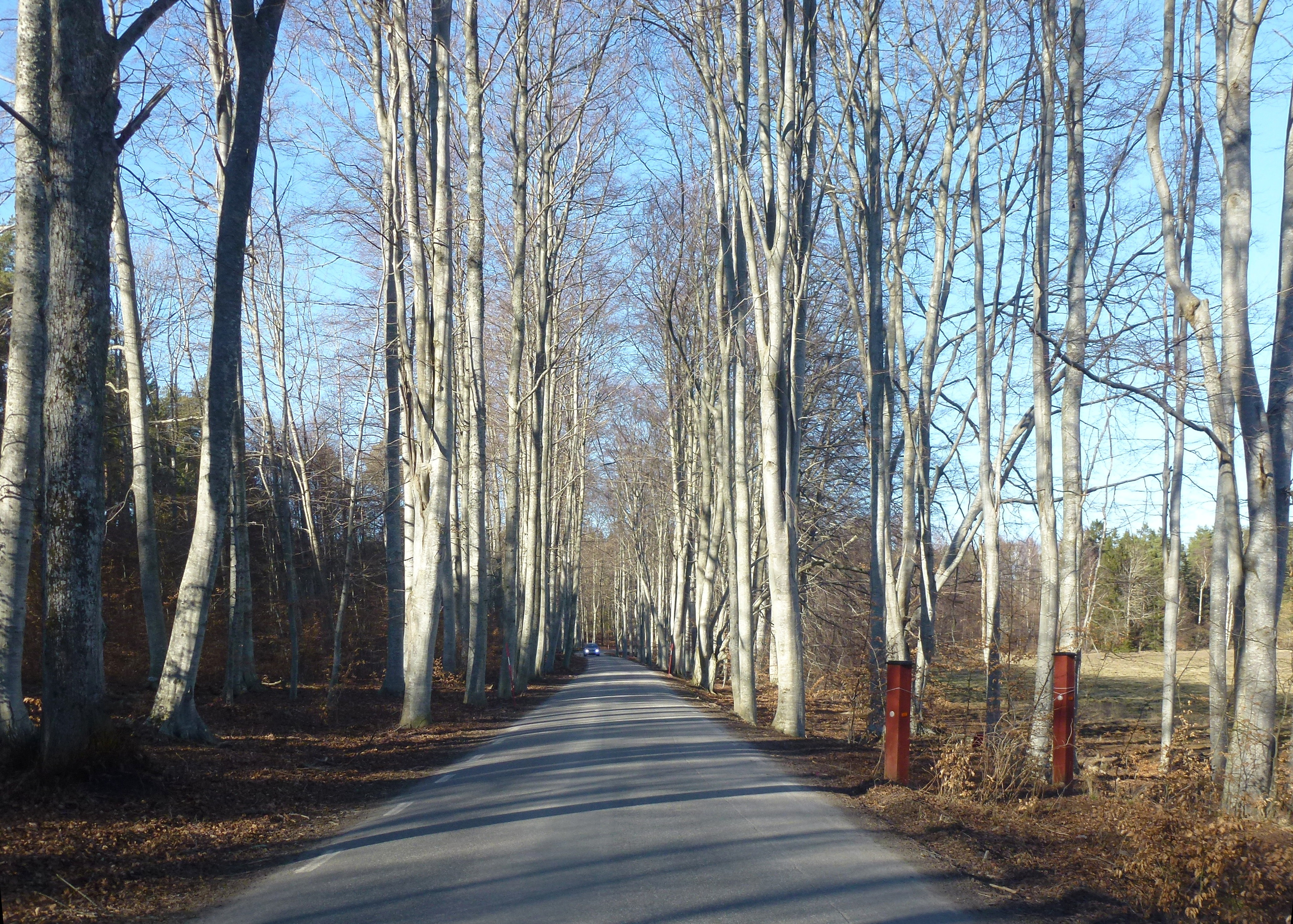
Bokallén, vy mot norr
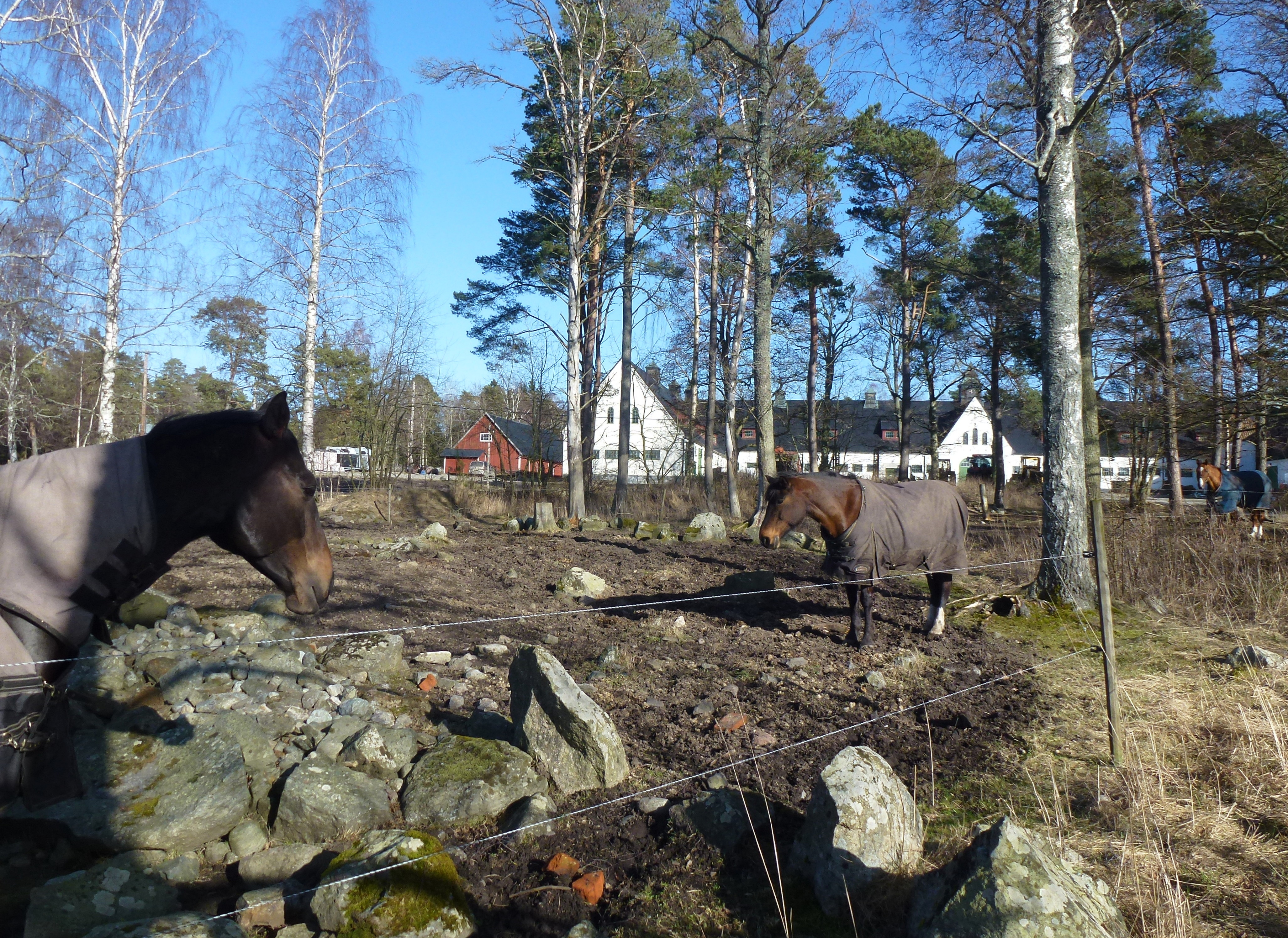
Hästar vid Herrhamra
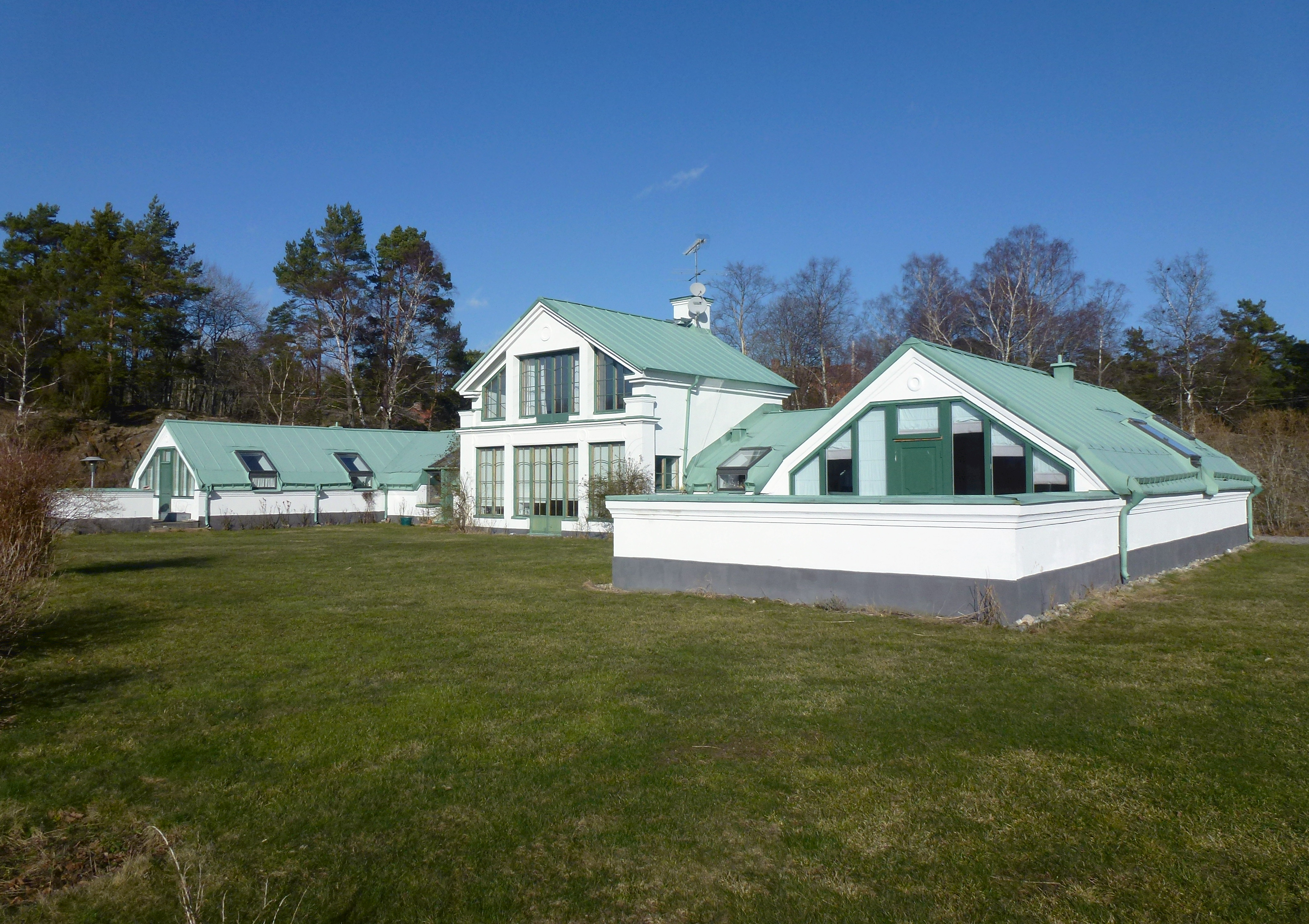
Före detta orangeri / växthus
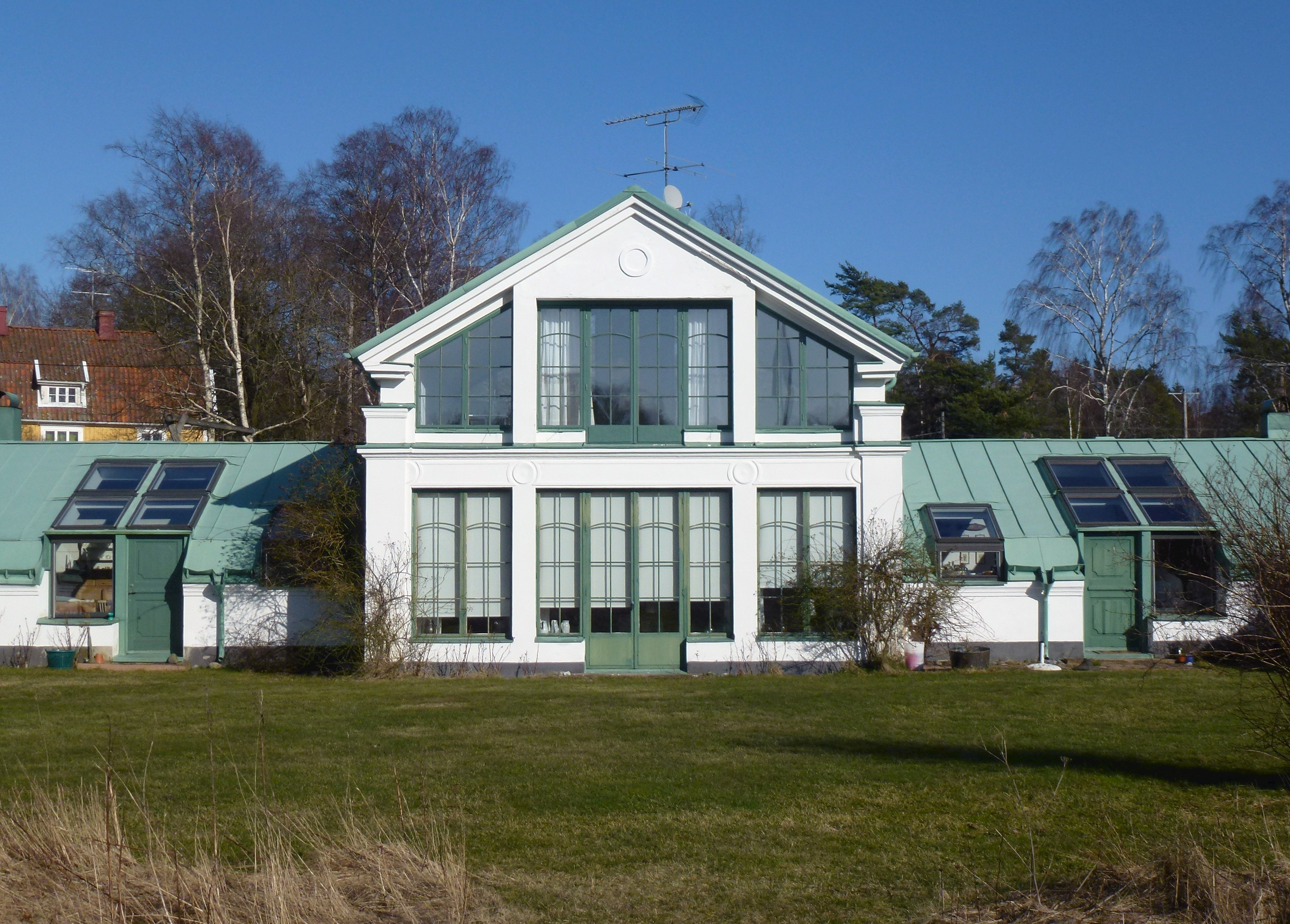
Före detta orangeri / växthus
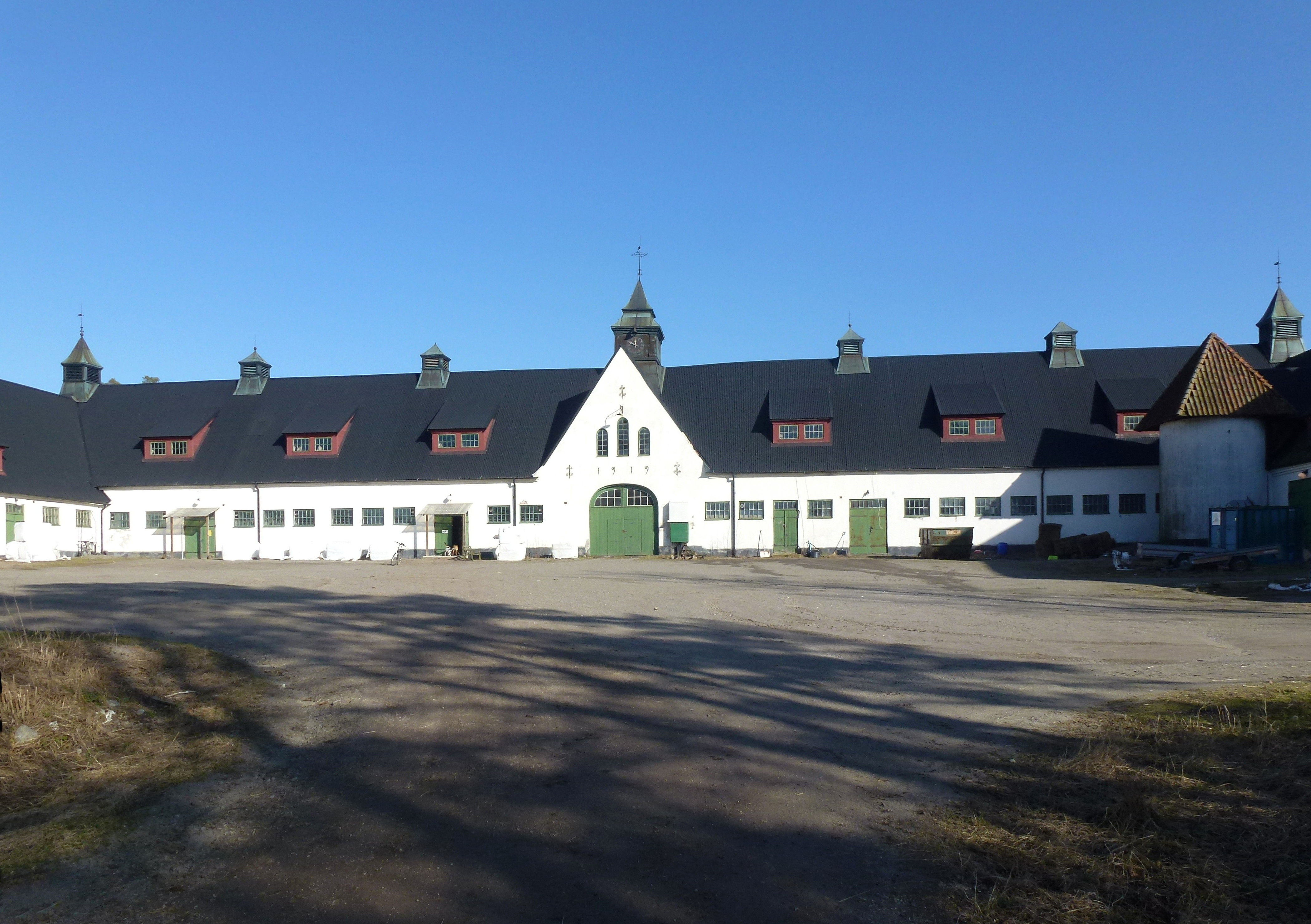
Ladugårdskomplexet från 1919
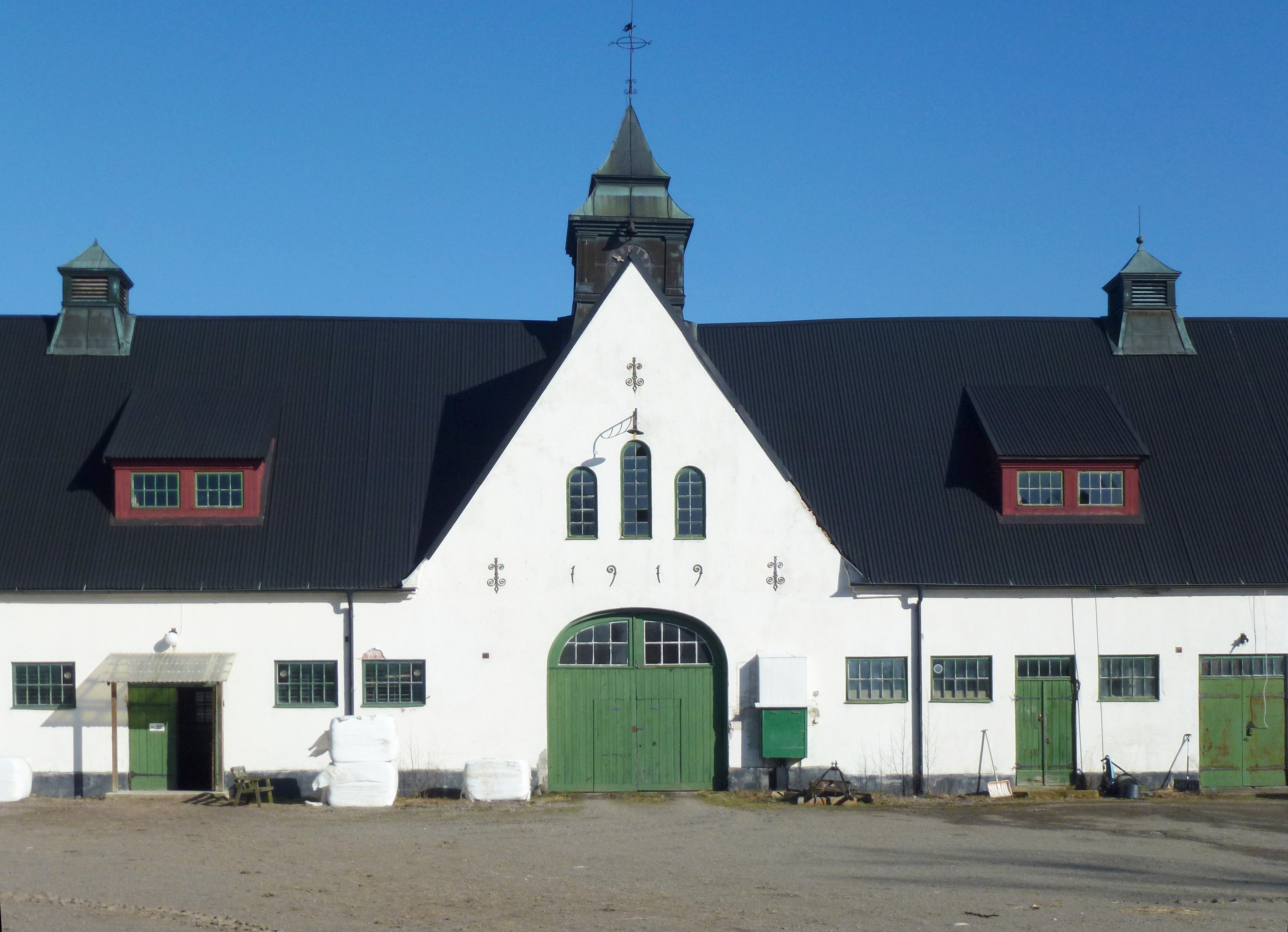
Ladugårdskomplexet
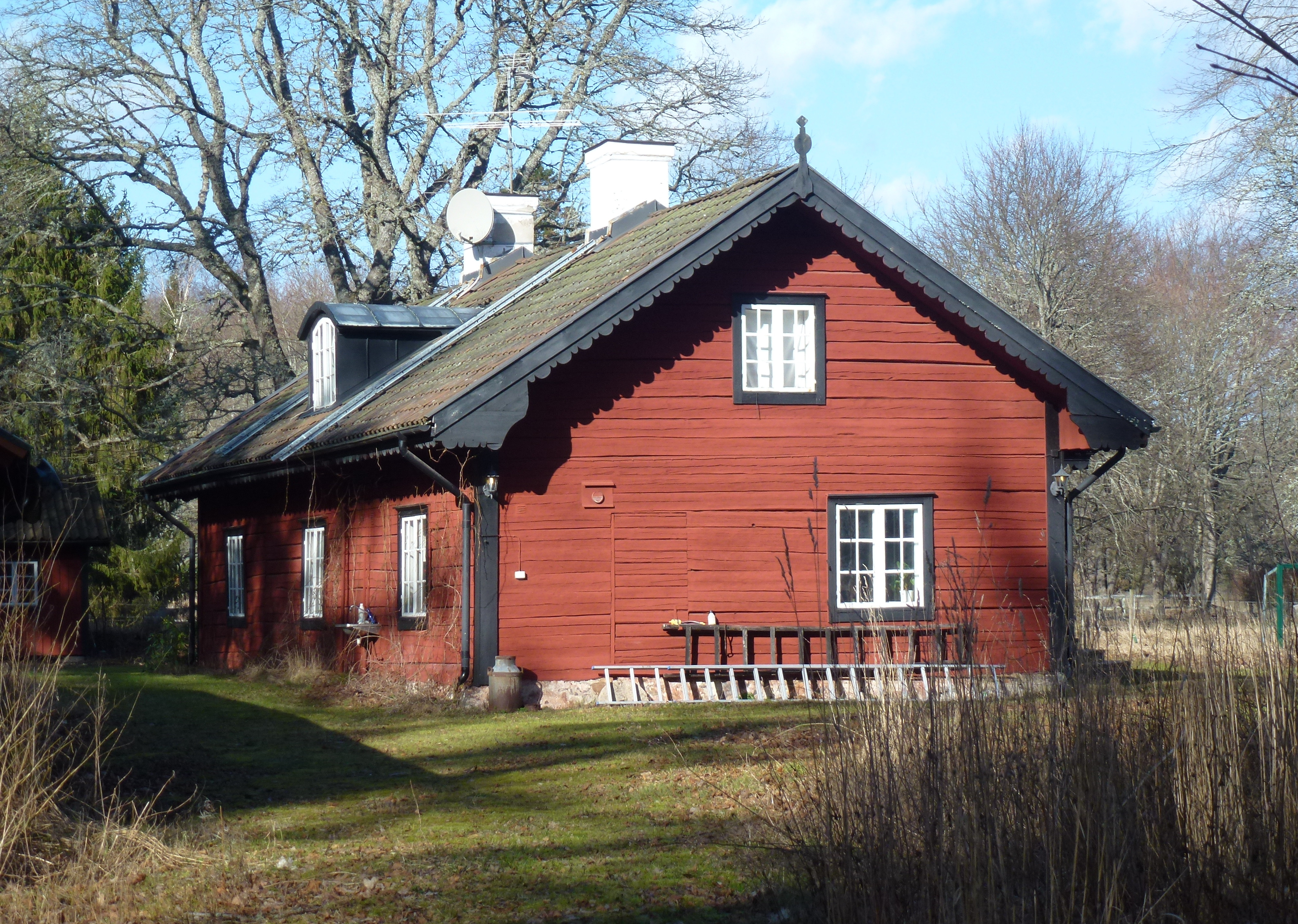
Före detta rättarbostad
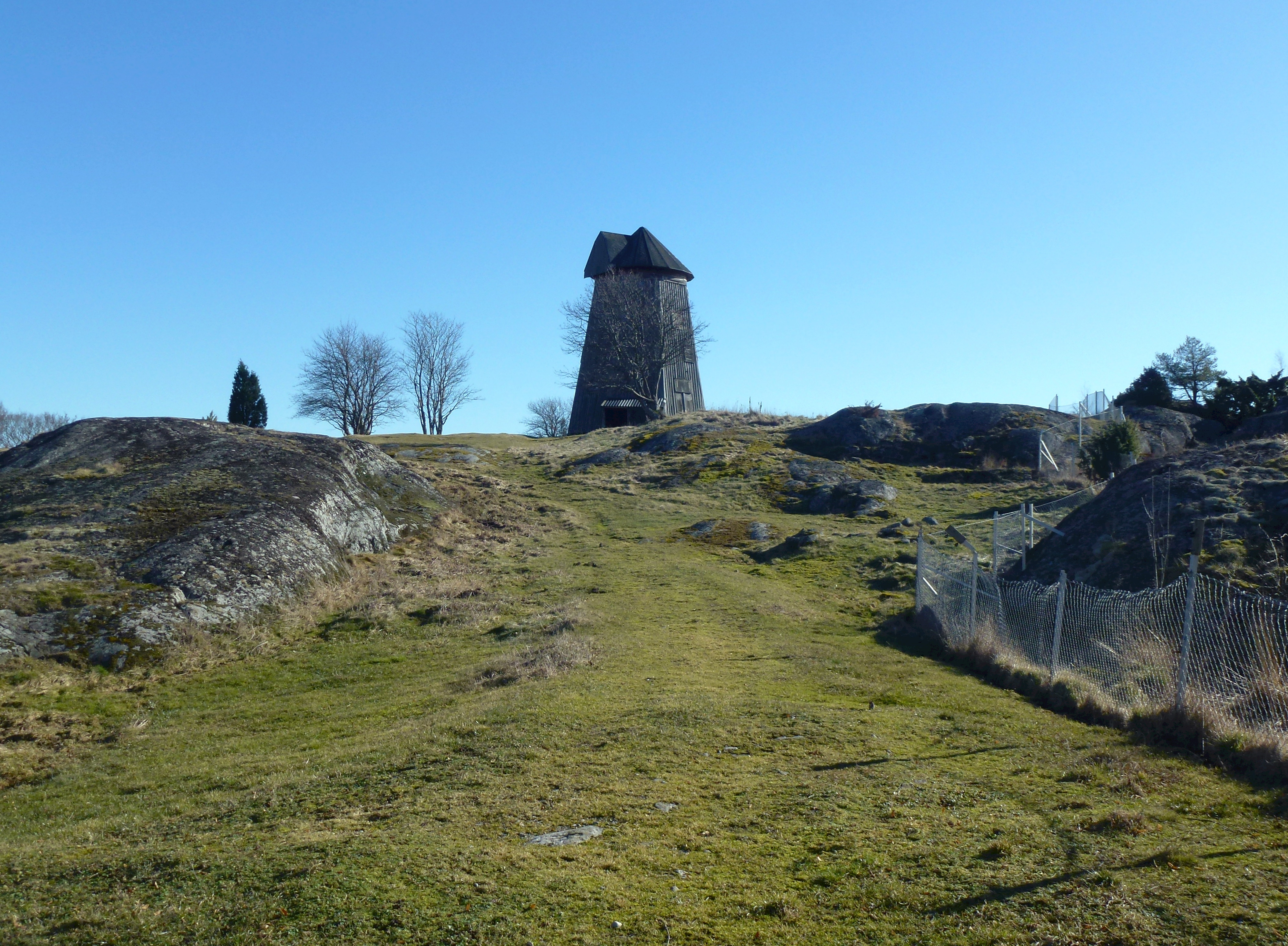
Herrhamra kvarn